# لی شین یونگ
لی شین یونگ (کره‌ای: 이신영، زادهٔ ۲۴ ژانویه ۱۹۹۸) بازیگر اهل کره جنوبی است. او در مجموعه‌های تلویزیونی سقوط بر روی تو (۲۰۱۹) و چگونه یک دوست بخریم (۲۰۲۰) ایفای نقش کرده‌است.

## اوایل زندگی
لی زادهٔ ۲۴ ژانویه ۱۹۹۸ در کره جنوبی است.